# Idioma mangga buang
Mangga, o Mangga Buang, es una lengua oceánica de la provincia de Morobe, Papúa Nueva Guinea.